# 西花园街道 (大同市)
西花园街道是中华人民共和国山西省大同市云冈区下辖的一个街道办事处。

## 行政区划
西花园街道下辖以下村级行政区划单位：
槐园社区、柳园社区、梨园社区、桃园社区和华泰园社区。